# 빅뉴스
빅뉴스(Bignews)는 UCC 신문을 표방하는 대한민국의 인터넷 신문이다. 2006년 9월 18일에 창간되었으며 대표는 변희재다.  본사는 서울시 종로구 낙원동에 있다.

## 논조
초기에는 진보 진영, 친노무현 성향이었던 변희재 등에 의해 2006년 창간되었다. 우석훈 등의 386 세대가 주창한 88 만원 세대론에 반기를 들고 실크로드CEO포럼을 결성하고 실크세대를 주창하며 새로운 세대론을 열어가고 있다.

## 지역신문
인터넷 신문으로는 호남 지역 뉴스와 서남 지역뉴스를 함께 운영하고 있다.